# Demografia das Seicheles

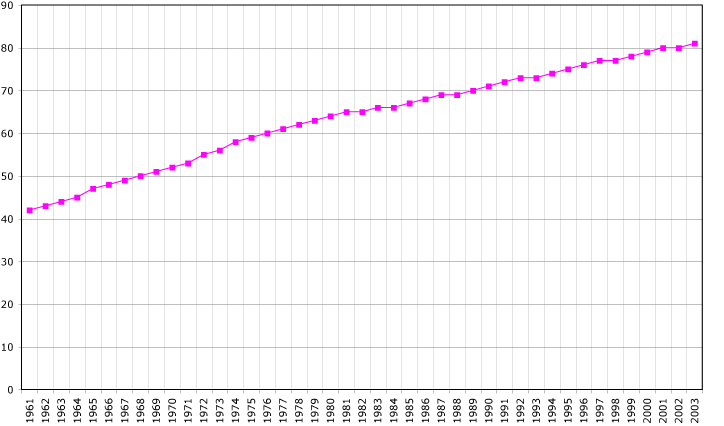
Demografia de Seicheles, 2005

A população do Seicheles habita sobretudo a ilha de Maé (90%) e o restante sobretudo em Praslin e La Digue.

## Estatísticas
- População: 94633 (2018, est.)[1]

- Estrutura etária:[1]
  - 0-14 anos: 19.52% (Homens 9 482; mulheres 8 989)
  - 15-24 anos: 12.96% (Homens 6 461; mulheres 5 806)
  - 25-54 anos: 49.29% (Homens 24 841; mulheres 21 800)
  - 55-64 anos: 10.44% (Homens 5 008; mulheres 4 870)
  - 65 ou mais: 7.79% (Homens 2 974; mulheres 4 402) (2018 est.)

- Taxa de crescimento populacional: 0.74% (2018 est.)[1]

- Taxa de natalidade: 13.4 nascimentos/1 000 habitantes (2018 est.)[1]

- Taxa de mortalidade: 7 mortes/1 000 habitantes (2018 est.)[1]

- Taxa de emigração: 1 imigrante/1 000 habitantes (2018 est.)[1]

- Proporção homens/mulheres:[1]
  - ao nascer: 1.03 homem/mulher
  - 0-14 anos: 1.05 homem/mulher
  - 15-24 anos: 1.1 homem/mulher
  - 25-54 anos: 1.12 homem/mulher
  - 55-64 anos: 1.06 homem/mulher
  - 65 anos ou mais: 0.64 homem/mulher
  - total da população: 1.06 homem/mulher (2017 est.)

- Mortalidade infantil:[1]
  - Taxa de mortalidade infantil: 9.7 mortes/1 000 nascidos vivos
  - Homens: 12.1 mortes/1 000 nascidos vivos
  - Mulheres: 7.2 mortes/1 000 nascidos vivos (2018 est.)

- Expectativa de vida ao nascer:[1]
  - total da população: 75.2 anos
  - homens: 70.7 anos
  - mulheres: 79.8 anos (2018 est.)

- Taxa de natalidade: 1,85 nascimentos/mulher (2018 est.)[1]

- Religiões:[1]
  - Igreja Católica nas Seicheles 76.2%;
  - Protestantes 10.5% (anglicanos 6.1%, pentecostais 1.5%, adventistas do sétimo dia 1.2%, outros protestantes 1.7%);
  - Outros cristãos 2,4%;
  - Hindus 2,4%;
  - Muçulmanos 1.6%;
  - Outras religiões não-cristãs 1.1%;
  - Sem especificar 4.8%;
  - Ateus 0.9% (2010 est.).

- Idiomas: [1]
  - Crioulo 89.1% (oficial);
  - Inglês 5.1% (oficial);
  - Francês 0.7%;
  - Outros 3.8%
  - Sem especificar 1,4% (2010 est.)